# Satyr
 For alternative betydninger, se Satyr (flertydig). (Se også artikler, som begynder med Satyr)
Satyrer er i græsk mytologi skabninger fra skov og vildmark, halvt mennesker og halvt dyr, tæt forbundet med guden Dionysos. I romersk mytologi kaldtes de fauner.
Tidligere afbildninger af satyrer viser dem som mænd med hestehale og hesteører, mens de i senere afbildninger fremstår som halvt menneske og halvt gedebuk. Ligheden med geder kan skyldes en senere tilknytning til guden Pan. En satyr er optaget af drik og dans, han spiller fløjte og jagter nymfer og mænader.
Homer nævner dem ikke, men Hesiod omtaler dem som en uduelig race, der ikke kan bruges til noget arbejde. Den almindelige opfattelse var, at satyrerne var sønner af Hermes og Ifthime, eller af najaderne.
Ved den store Dionysos-fest i marts-april måned i Athen var teaterforestillinger en vigtig del af fejringen. Alle skuespillerne var mænd iført masker. På festivalens tre sidste dage var det tid for satyrspil, med skuespillerne udklædt som satyrer.
Euripides’ Kyklopen er det eneste fuldstændige satyrspil, der er bevaret. I 1912 fandt man omkring halvdelen af Sofokles' Sporhundene i en egyptisk papyrus ved Oxyrhynchus, og senere ganske meget af Aischylos' Netfiskerne.

## Galleri
- Praxiteles: Lænende satyr.
- Koret i et satyrspil eller en farce. Skuespillerne bærer dyremasker og holder forskellige dyr i armene. Terrakotta. 450-400 f.Kr. Fra Aigina og Boiotien.
- I 1991 lavede Nationalmuseet en lille udstilling om satyrer. Satyrer er ofte afbildet på græsk keramik, som blev anvendt i de græske drikkegilder - de såkaldte symposier.
- En etruskisk vandkrukke med to dansende satyrer og en mænade. Ved siden af satyrerne står en sfinks. Malet af den etruskiske Micali-maler, ca. 520-500 f.Kr. Nationalmuseets antiksamlig.
- Nymphs and Satyr, William-Adolphe Bouguereau, 1873, Clark Art Institute.
- Ukendt kunstner, Barberiniske Faun, Münchens glyptotek.
- En blandt adskillige satyrstatuer i Ørstedsparken
- Satyrbuste lige uden for Ribe Kunstmuseums have